# Murodjon Yuldoshev
Murodjon Yuldoshev (9 de agosto de 1995) é um judoca uzbeque. Competiu nos Jogos Olímpicos de Verão de 2024 em Paris. Foi eliminado nas oitavas de final pelo moldavo Adil Osmanov.
Conquistou o bronze no Campeonato do Mundo de 2023, em Doha. O seu percurso impressionante inclui vitórias notáveis, como o ouro no Open da Ásia de 2021, em Aktau, e um triunfo no Grande Prémio de Portugal de 2022. Além disso, ganhou o bronze no Grand Slam de 2022 em Tbilisi e a prata no Campeonato Asiático no mesmo ano. Para aumentar ainda mais o seu palmarés, conquistou uma medalha de bronze no IJF Masters de 2022, em Jerusalém. Conquistou a prata no Campeonato Asiático de Hong Kong em 2024.